# 畔吉
畔吉（あぜよし）は、埼玉県上尾市の大字。郵便番号は362-0065。
市の統計などでは大石地区で分類されている。

## 地理

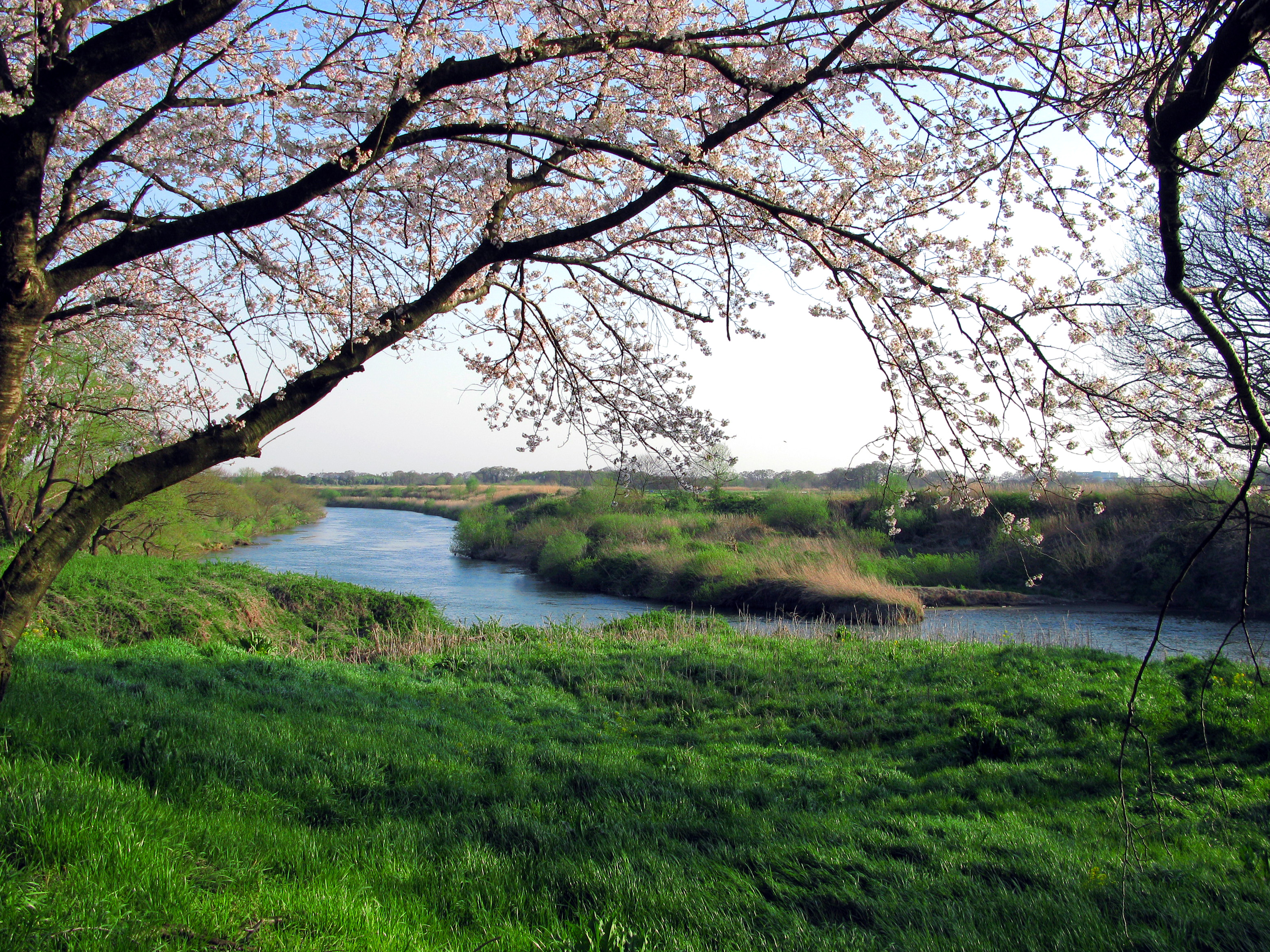
荒川（榎本牧場付近、2011年4月）

埼玉県の中央地域（県央地域）で、上尾市西部の大宮台地上に位置する。東側を江川の支流の逆川およびその谷戸を挟み中分や小敷谷、南側を丸山都市下水路（長堀）を挟み平方、西側を荒川を挟み比企郡川島町出丸中郷、北側を領家と隣接する。徳星寺の南側の谷戸を本村排水路が流れる。
上尾駅からは4 kmほど西に離れており、徒歩圏ではないため、農地が多く宅地化は進んでいない。全域が市街化調整区域である。荒川の流域沿いは荒川近郊緑地保全区域に指定されている。
地内に畔吉貝塚（県遺跡番号：14-189）や畔吉遺跡（県遺跡番号：14-081）など多数の遺跡（包蔵地）があり、貝塚および集落跡の遺構や土器片や石器などの遺物が発掘されている。
- 河川 - 荒川・逆川・丸山都市下水路（長堀）・本村排水路[8]

## 歴史
もとは江戸期より存在した武蔵国足立郡石戸領に属する畔吉村、古くは南北朝期より見出せる畔吉郷もしくは畔牛郷（あぜうしごう）であった。村高は正保年間の『武蔵田園簿』では556石余（田126石余、畑430石余）、『元禄郷帳』によると230石余、『天保郷帳』によると268石余であった。村の規模は東西10町、南北8町程であった。荒川には江戸への物資の輸送の拠点となる畔吉河岸が江戸中期に開設され、対岸の出丸中郷村を結ぶ畔吉の渡しがあった。徳星寺には寺領3石が寄進されていたことが、1591年（天正19年）11月の『徳川家康寺領寄進状』に記されている。
1875年（明治8年）の農業産物高は『武蔵国郡村誌』によると米115.5石、大麦348石、小麦105.4石、大豆144石、小豆25石、栗60石、甘藷152848斤、菜種60石、製茶187貫であった。
はじめ知行は旗本牧野家、1633年（寛永10年）は立藩され石戸藩領、1650年（慶安3年）より知行は旗本牧野家一族に分地、1701年（元禄14年）は村内を二分して旗本牧野2家による相給。なお、検地は1620年（元和6年）、1667年（寛文7年）、1677年（延宝5年）、1653年（承応2年）、1715年（正徳5年）に実施。1726年（享保11年）より幕府領となる。なお、1723年（享保8年）、1733年（享保18年）、1750年（寛延2年）に新田検地を実施。
- 幕末の時点では足立郡畔吉村であった。明治初年の『旧高旧領取調帳』の記載によると、代官大竹左馬太郎支配所が管轄する幕府領であった[注釈 1]。徳正寺の寺領（徳星寺領）も存在した[13][14]。
- 1868年（慶応4年）6月19日 - 旧幕府領が武蔵知県事・山田政則（忍藩士）の管轄となる。
- 1869年（明治2年） 
  - 1月13日 - 武蔵知県事・宮原忠英の管轄区域に大宮県を設置、同県の管轄となる。県庁は東京府馬喰町に置かれる。
  - 9月29日 - 県庁が浦和に置かれ浦和県に改称。
- 1871年（明治4年）
  - 1月5日 - 寺社領上知令で寺領（徳星寺領）が上知され、浦和県の帰属となる[15]。
  - 11月13日 - 第1次府県統合により埼玉県の管轄となる。* 1872年（明治5年）3月 - 大区小区制施行により第19区に属す[16][17]。
- 1873年（明治6年） - 地内の十輪寺（天台宗、徳星寺末）が廃寺となる[18]。
- 1879年（明治12年）3月17日 - 郡区町村編制法により成立した北足立郡に属す。郡役所は浦和宿に設置。
- 1882年（明治15年） - 改正教育令（第2次教育令）が公布され、旧徳星寺に橘学校を開設する[19]。また、諏訪神社の本殿を再建する[20]。
- 1884年（明治17年）7月14日 - 連合戸長役場制により成立した小泉村連合に属す。連合戸長役場は小泉村に設置[21]。
- 1886年（明治19年）4月1日 - 橘学校、青里学校（中分村 東栄寺）伊奈学校（沖ノ上村 旧薬王寺）が改廃されて新たに古泉学校（現上尾市立大石小学校）が創設され、第一校舎を地内の旧橘学校に開設する[22][19][23]。学区は橘学校を継承。
- 1887年（明治20年）4月7日 - 古泉学校の第一校舎が、第二・第三校舎と共に現在地である小泉村上谷937番地の旧名主の民家を購入し、改修したのちに移転される[19][24]。第一校舎は古泉学校の分教場として使用を継続する。
- 1889年（明治22年）4月1日 - 町村制施行に伴い、畔吉村を含む区域をもって大石村が成立。畔吉村は大石村の大字畔吉となる[6]。
- 1900年（明治33年） - 平方との境に荒川の八塚堤防が築かれる[25]。
- 1903年（明治36年） - 9月23日および10月2日の水害で地内の荒川流域で八塚堤防が損壊する[26]。なお、同年八塚堤防を4尺嵩上げする工事が行なわれ、その上申書が7月20日に提出されていた[25]。
- 1907年（明治40年）9月18日 - 地内の荒川流域で堤防が決壊し、洪水被害が発生、堤防の復旧は翌年3月下旬[注釈 2]まで要した[26]。
- 1910年（明治43年）8月12日 - 地内の荒川流域で八塚堤防が決壊（1907年の決壊地点と同じ場所）する[27]。
- 1923年（大正12年）9月1日 - 関東大震災が発生、地内では八塚堤防に多数の亀裂が入り、八塚樋管が損傷するなどの被害が出る[28]。
- 1930年（昭和5年）8月29日 - 全農大石支部主催の第1回小作農農民大会が、地内の十輪寺（跡地）で開催された[29]。
- 1941年（昭和16年）7月22日 - 荒川の洪水[26]による流船のため畔吉の渡しが休止され[11]、休止のまま廃止される。
- 1945年（昭和20年）4月4日 - 22時ごろ飛来したB-29が投下した小型爆弾十数発が地内の桑畑に着弾、現在の上尾丸山公園北側付近から138番地にかけての場所で、長さおよそ200メートルに渡り直径10メートル、深さ10メートルのすり鉢状の大穴を20箇所空けた。住宅や納屋などにも被害が出たが、人的被害はなかった。現在の上尾市域においてアメリカより直接被害を受けた唯一の事例である[30][31]。
- 1955年（昭和30年）1月1日 - 町村合併促進法の施行に伴い、大石村が上尾町・平方町・原市町・上平村・大谷村と合併して新たな上尾町が成立する[32]。上尾町の大字となる。
- 1958年（昭和33年）7月15日 - 上尾町が市制施行して上尾市の大字となる[32]。
- 1967年（昭和42年）5月1日 - 「もちの木」が市の天然記念物に指定される。
- 1973年（昭和48年）3月9日 - 「徳星寺の大カヤおよび暖帯林」が埼玉県の天然記念物に指定される[33]。
- 1974年（昭和49年）3月1日 - 地内に上尾市立大石南小学校が上尾市立大石小学校校地内から移転して開校する[34]。
- 1978年（昭和53年）
  - 3月1日 - 「畔吉ささら獅子舞」が市の無形民俗文化財に指定される[35]。
  - 4月 - 地内に二つ目の同和対策集会所[注釈 3]である「畔吉集会所」が開所する[36][37]（着工1977年10月17日、落成1978年3月25日、工費6374万円）。
- 1982年（昭和57年）4月 - 地内に畔吉保育所が開所する[36]。
- 1991年（平成3年）12月1日 - 「畔吉の万作踊り」が市の無形民俗文化財に指定される[38]。
- 1999年（平成11年）11月5日 - 上尾丸山公園を拡張して天文台を備えた自然学習館がオープンする[39]。
- 2003年（平成15年）3月28日 - 地内の「殿山古墳」が市の史跡に指定される[40]。
- 2008年（平成20年） - 地内に「あぜよし公園」が同年度までに整備される[41]。
- 2012年（平成24年）3月22日 - 「畔吉諏訪神社大山石灯籠」が市の有形民俗文化財に指定される[42]。
- 2016年（平成28年）4月29日 - 地区内に上尾道路が開通する（片側1車線の暫定開通）[43]。なお、上尾道路に「畔吉ささら橋」と称する横断歩道橋が架かり、橋名は畔吉地区の諏訪神社で行われる祭事の「畔吉ささら獅子舞」に因んで付けられた[44]

## 世帯数と人口
2017年（平成29年）10月1日現在（上尾市発表）の世帯数と人口は以下の通りである。
| 大字 | 世帯数  | 人口    |
| ---- | ------- | ------- |
| 畔吉 | 938世帯 | 2,180人 |

## 小・中学校の学区
市立小・中学校に通う場合、学区（校区）は以下の通りとなる。
| 番地 | 小学校               | 中学校               |
| ---- | -------------------- | -------------------- |
| 全域 | 上尾市立大石南小学校 | 上尾市立大石南中学校 |

## 事業所
2021年（令和3年）現在の経済センサス調査による事業所数と従業員数は以下の通りである。
| 大字 | 事業所数 | 従業員数 |
| ---- | -------- | -------- |
| 畔吉 | 64事業所 | 504人    |

## 交通
- 地内に鉄道は敷設されていない。JR東日本高崎線上尾駅からは4キロほど離れている。下記の路線バスが主要な交通手段となる。

### 道路
- 国道17号（上尾道路） - 暫定開通
- 駒橋通り - 東武バス車庫前交差点より諏訪神社（西）交差点に至る通り。沿道に道標がある。
- 仲道通り - 工業団地入口交差点より南北方向の通り。沿道に道標がある。
- 上尾サイクリングコース - 荒川左岸沿いを通る歩行者自転車道。

### バス
上尾駅西口駅前より西上尾第一団地方面を経由する路線バスが運行されている。
東武バスウエスト上尾営業所
地区内は「集荷場」、「公民館入口」、「雲雀」、「畔吉」、「前原」、「西通り」停留所が設置されている。
上尾市コミュニティバス「ぐるっとくん」
- 大石領家北上尾線
- 平方丸山公園線

地区内は「畔吉集会所前」、「本村」、「雲雀」、「畔吉」、「畔吉新田」、「丸山公園西」、「自然学習館」停留所が設置されている。

## 地域

### 町内会
- 上尾市畔吉東部自治会[49]
- 上尾市畔吉前原自治会
- 畔吉新田自治会
- 畔吉雲雀自治会

### 祭事
- 畔吉ささら獅子舞[35]
- 畔吉の万作踊り[38]

### 寺社・史跡
旧大石村で村内にある神社の合祀が1907年（明治40年）に行われたが、畔吉地区は合祀対象から外れている。なお、合祀先は小泉の氷川神社で、合祀後は八合神社に改称された。
- 天台宗徳星寺 - 弘仁年間（810年〜824年）開基。大カヤおよび暖帯林（県指定天然記念物）がある[52]。
- 諏訪神社[53] - 平方八枝神社の兼務社[20]。境内に市指定有形民俗文化財の「畔吉諏訪神社大山石灯籠」があり[42]、「愛宕社」、「稲荷社」、「八幡社」、「水神社」、「琴平社」、「弁財社」が鎮座する。また、市指定無形民俗文化財の「畔吉ささら獅子舞」が境内で催される[35]。
- 殿山古墳 - 上尾市で墳丘が現存する唯一の古墳[54][注釈 4]。榎本牧場の私有地に所在する。出土品である石器は県指定有形文化財（2000年3月17日指定）[55]。付近には（上尾市立大石南中学校の西方約1 km）江川山古墳もあったが、1897年（明治30年）ごろ開墾により消滅した[56]。古墳の跡地に古墳出土銅鏡の標柱と案内板が設置されている。
- 地蔵院 - 大字畔吉811番地に所在する。大石地区自警消防団第二分団も立地する。十輪寺跡地。
- 畔吉東部共同墓地 - 大字畔吉1166番地に所在する。市指定文化財の「地蔵像板石塔婆」や「木造阿弥陀如来立像」がある[40]。
- もちの木 - 市指定天然記念物。大字畔吉654番地（私有地）に所在する[57]。
- 畔吉河岸跡[11]

### 施設
- 上尾市立大石南小学校 - 指定緊急避難場所・指定一般避難所[58]
- 畔吉集会所（同和教育集会所[59][37]）
- 市立畔吉保育所
- 上尾丸山公園（西側の一部）
  - 上尾市自然学習館
  - 上尾市自然学習館上尾天文台
  - バーベキュー場
- あぜよし公園 - 大石南小学校の西側に所在する街区公園。
- 畔吉東部だんらんの家[7]（集会所） - 畔吉東部共同墓地の敷地内に所在する。
- 大石農民センター - 諏訪神社境内に立地
- 特別養護老人ホーム 上尾ほほえみの杜
- 榎本牧場 - 観光牧場[60][61]
- 殿山聖地墓苑
- 本村樋管[8]

## 関係する人物

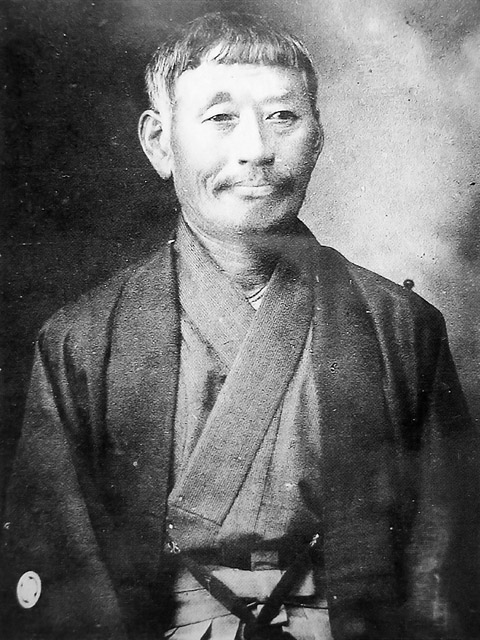
新藤慶之助

### 出身者
- 新藤慶之助 - 連合戸長、初代大石村村長[62]。また、八塚堤防の建設事業にも大きく関わった。